# 7. Sinfonie (Sibelius)
Die 7. Sinfonie C-Dur, op. 105 ist die letzte vollendete und erhaltene Sinfonie und eines der letzten Orchesterwerke des finnischen Komponisten Jean Sibelius. Das Werk wurde am 24. März 1924 in Stockholm vom dort ansässigen Philharmonischen Orchester unter Sibelius’ Leitung uraufgeführt. Die Aufführungsdauer beträgt ca. 22 Minuten.

## Instrumentierung
- 2 Flöten
- 2 Oboen
- 2 Klarinetten
- 2 Fagotte
- 4 Hörner
- 3 Trompeten
- 3 Posaunen
- Pauken
- Streicher

## Form, Merkmale und Kompositionsgeschichte
Die Sinfonie ist formal außergewöhnlich, da sie aus nur einem Satz anstelle von üblicherweise vier besteht. Diese Konzeption stand jedoch nicht zu Beginn der Komposition: Ursprünglich waren vier Sätze geplant, was an der Abfolge von ruhigen Anfangs- und Schlussabschnitten mit dazwischenliegendem raschen Mittelteil und Scherzo auch in der Endversion ersichtlich bleibt. Eine ähnliche Auflösung des üblichen Formschemas findet sich auch in Sinfonien des Zeitgenossen Gustav Mahler.
Erste Entwürfe der Sinfonie stammen aus dem Jahr 1918, auskomponiert wurde sie bis 1924 in Ainola. Der ursprüngliche Titel „Phantasia Sinfonica“ wurde später von Sibelius in „Sinfonie“ umgewandelt, um den Unterschied zu seinen ebenfalls einsätzigen Sinfonischen Dichtungen zu betonen.
Den Beginn der Sinfonie entwickelte Sibelius aus einem Thema der niemals komponierten Tondichtung Kuutar („Weiblicher Mondgeist“), das er in Skizzen mit „Tähtölä“ („Wo die Sterne glühen“) bezeichnete.

## Zur Musik

### 1. Abschnitt, T. 1–92
Tempoüberschrift: Adagio
Die Sinfonie beginnt mit einem leisen Paukenschlag (Timp.) auf der Dominante G. Diesem ersten Ton kommt in zweifacher Hinsicht große Bedeutung für das weitere Geschehen zu:
Einerseits ist dieser Beginn harmonisch wie motivisch absolut nichtssagend, ein tonaler Bezug fehlt also noch. Vom harmonischen Standpunkt betrachtet, ist die 7. Sinfonie wohl das revolutionärste Werk des Komponisten. Sibelius löst in diesem Werk tonale Strukturen auf experimentelle Weise auf. Das Unentschiedene des Beginns ist die Voraussetzung für die gesamte Steigerung des ersten Abschnitts. Erst der Höhepunkt wird für harmonische Sicherheit sorgen, indem er die Tonika C festigt. Das Nebeneinander von Tonalität und Atonalität sowie die Verwendung von Kirchentonarten (Modi) machen einen Großteil der Individualität des Werkes aus.

Takte 1–3

Auf der anderen Seite ist der anfängliche Paukenschlag auch metrischer Impuls. Die „schwere“ Eins wird durch die zwei Vorschläge und den Akzent unterstrichen. Nun verläuft die Musik aber nicht nach dem „schwer-leicht“-Prinzip; die metrische Sicherheit wird mit dem Einsatz der synkopisch verschobenen Kontrabässe gestört. Dieses Thema ist ein einfaches, ansteigendes Skalenmotiv, das – man erwartet C-Dur – durch Alteration der Dur-Terz e zu es den tonalen Bezug verändert und in einen dissonanten Klang über der (ebenfalls tiefalterierten) Sexte as mündet. Dadurch, dass ein so simples Motiv wie eine ansteigende Skala die Sinfonie eröffnet, wendet sich der Blick vom Melodischen ab. In der Tat ist es nicht die Melodik, welche entscheidend ist, sondern zwei andere Dinge: Die Auflösung der Dur-Moll-Tonalität (u. a. durch Alteration erzielt) und die Verwendung von Synkopen, welche für die Komposition ungemein bezeichnend ist. Dennoch bleibt, entfernt melodisch, die Idee der Skala auch im weiteren Verlauf wichtig (v. a. im „Vivace“-Teil des zweiten Abschnitts), wenn auch nicht primär.
Das Skalenmotiv mündet ausbruchsartig in den oben erwähnten dissonanten Klang, der sich über as auftürmt. Der Terzvorhalt es wird auf unbetonter Zählzeit nach e aufgelöst. Dennoch findet keine Entspannung statt. Indessen entstehen weitere Dissonanzen in den Streichern, Hörnern und im 1. Fagott. Die Auflösung nach F-Dur wird schnell wieder eingetrübt und steht zudem noch auf „schlechter“, d. h. unbetonter Zählzeit. Durch die geteilten Streicher, welche diese harmonische Aktivität und Satzdichte erst ermöglichen, und durch die harmonische Unentschiedenheit dieser Stelle entsteht ein verschwommenes Klangbild. Interessant ist, dass in T. 3 wieder das Fagott synkopenartig, d. h. auf unbetonter Zählzeit einsetzt. Auch dies trägt zum verschwommenen Klangbild bei. Das Fagott, welches hier die Hauptstimme ist, löst verspätet den Vorhalt der Hörner auf. Die hohen und tiefen Holzbläser ergänzen sich rhythmisch in T. 3. Dieser Komplementärrhythmus ist in T. 4 und T. 5 aufgeteilt auf Fagott und Streicher. Rhythmisch setzt die Passage T. 3–7 also das, was in der synkopierten Skala der Kontrabässe angedeutet wurde, weiter. Ein präziser, klar verständlicher Beginn wird rhythmisch wie auch harmonisch vermieden.
Am Anfang von Sibelius’ 7. Sinfonie steht also ein auskomponierter Schöpfungsprozess. Es ist aber keine Geburt eines Themas wie bei Anton Bruckner, sondern variierte Weiterführung der wichtigsten Aspekte des Anfangs (harmonisch-metrische Unentschiedenheit). Es ist erstaunlich, wie viel mit diesen ersten sieben Takten bereits über den weiteren Verlauf bzw. über dessen Gestaltungsmittel gesagt ist.
In diese Atmosphäre hinein platziert Sibelius nun das erste wirkliche Motiv der Sinfonie. Auch hier herrscht wieder Synkopation und Komplementärrhythmus vor. Der nordische Ton wird durch ein weiteres kompositorisches Mittel gewahrt, das ebenfalls im weiteren Verlauf von großer Wichtigkeit sein wird: Die Verwendung von Modi (Kirchentonarten), hier explizit des dorischen Modus. Dieses arabeskenartige, leichte und verspielte Motiv klingt beim ersten Hören für Ohren, die nicht an alte Kirchenmusik oder nordeuropäische Volksmusik gewöhnt sind, befremdend. Die verschleiernde Wirkung wird also in dieser Episode weitergeführt, obwohl jetzt ein klares harmonisches Fundament über dem Orgelpunkt C, der auch jetzt in Komplementärrhythmus durch die Instrumente wandert, gegeben ist. Das erste Ziel des ersten Abschnitts ist jedoch erst T. 22, wo wieder das „klassische“ Dur-Moll-System vorherrscht.

Takte 11/12

In T. 11/12 kündigt sich in den ersten Violinen ein Motivpartikel an, das für die großangelegte Choralepisode (ab T. 22) wichtig wird.
Das Thema von T. 7 ist Ziel der kurzen Einleitung (T. 1–7) und hat wenig Eigendynamik. Es kehrt deswegen auch nur noch einmal als Beruhigung vor der Coda wieder (bei Partiturbuchstabe Ö). Ein Hauptthema ist also immer noch nicht vorhanden; wir befinden uns quasi in einem Stadium, in dem zuerst die Motive geordnet bzw. in ihre Einzelaspekte aufgeteilt werden müssen. Sie bedingen sich gegenseitig und werden miteinander kombiniert.
Das Ganze mündet in eine kurze Steigerungsepisode, die zweiteilig angelegt ist (1. Teil: T. 14–17, 2. Teil: T. 18–21). Der „Überleitungstakt“ zu den beiden Teilen ist beide Male derselbe. Er ist eine Variante der Skala, welche die Sinfonie eröffnet hat und hier im Krebs und synkopiert erscheint. Es wird also ein immer dichteres Geflecht von Varianten und Verweisen aufgezogen.
Mit dem Einsatz des neuen Themas kommt die Musik erstmals in Gang: Die durchbrochene Arbeit in Holzbläsern und Streichern, die chromatisch ansteigt, mündet in den 2. Teil, der wieder für Entspannung sorgt und schließlich in den breiten Choral mündet. Das „neue“ Thema kennen wir im Grunde bereits aus der eröffnenden Skala der Streicher. Hier wurde sie rhythmisiert (in den Streichern) und ihre Bewegungsrichtung wurde ebenfalls geändert (in den Oboen). Die Fagotte spielen in Gegenbewegung zu den Oboen und ihre Basslinie wird in der Taktmitte von den Celli übernommen und wieder abwärts geführt. Das Umgekehrte geschieht in den Violinen. So setzt jede Stimmlage der Streicher die Linie derselben Stimmlage der Holzbläser in anderer Richtung fort. Diese gegenüberstellende Ergänzung zieht ihre Logik aus der verwandten Technik des Komplementärrhythmus.
In dieser Stelle liegt noch eine weitere Komponente verborgen, die für den Verlauf prägend ist: Die Andeutung einer Polyphonie, welche auf den Choral vorausweist. Die Polyphonie alter Meister wurde zu dieser Zeit von vielen Komponisten wiederentdeckt. In der Verwendung der Kirchentonarten und polyphoner Geflechte kann man Sibelius als Vermittler zwischen den Epochen ansehen. Experimentelle Form verbindet sich so mit Traditionsbewusstsein.

Takte 22–31

In T. 22 ist ein erstes Ziel erreicht mit dem Eintritt des Choralthemas in den mehrfach geteilten Streichern. Es herrscht jetzt klares, ungetrübtes C-Dur. Die nun einsetzende Steigerung wirkt etwas antiquiert, was zum einen durch die wiederhergestellte Einheit von Rhythmus, Harmonik und Melodik geschieht, zum anderen aber v. a. durch das Umfeld, in welchem sie steht. Dieses Ziel ist zugleich auch Entspannung und die Steigerung vollzieht sich ganz unmerklich aus der innigen Kantabilität des Themas. Zu der Zeit, als Sibelius die 7. Sinfonie schrieb, lastete etwas wie ein Fluch an der Tonart C-Dur. Ralph Vaughan Williams meinte: „Heute kann nur noch Sibelius oder Gott in C-Dur schreiben.“ Tatsächlich erscheint die Stelle durch ihre Aufhellung wie eine Art Hierophanie; als ob sich der anfängliche Nebel nun endlich gelichtet hätte.
Der nun einsetzende Streicherchoral ist ein polyphones Meisterstück. Er beschränkt sich auf wenige rhythmische Muster. Eine Hauptmelodie ist schwer auszumachen; die Stimmen ergänzen sich vielmehr zum immer dichter werdenden Gewebe. Dieses wird durch die Teilung der Streicher erreicht. Zusätzlich kann somit ein größerer Ambitus abgedeckt werden. Die Melodie könnte tendenziell unendlich weiterfließen. Ab T. 31 verdichtet sich das Geschehen erstmals durch das Hinzutreten der Violinen. In T. 33 werden auch die Violinen in zwei Gruppen aufgeteilt und somit die größte Satzdichte dieser Episode erreicht. Buchstabe B (T. 36) bringt nun eine allmähliche (poco a poco meno p) Steigerung; in T. 45 gesellen sich die Hörner und Fagotte hinzu, später das gesamte Holz. Ein Höhepunkt scheint unmittelbar bevor zu stehen und dessen Aufgabe soll es sein, endlich das Hauptthema, den Kern der Sinfonie zu enthüllen.
Solche Choräle und hymnenartige Themen finden sich bei Sibelius unzählige Male, v. a. in den Finalsätzen seiner Sinfonien (man sei an die langgezogene Schlusssteigerung in der 2. Sinfonie erinnert). Hier jedoch erscheint ein derartiges Thema im ersten Abschnitt. Sibelius hat sein Konzept der langen Finalsteigerungen, deren Themen oft aus Skizzen in den Satz eingebaut wurden (vgl. die Entstehung des Finalsatzes der 3. Sinfonie), zugunsten von anderen Aufgaben aufgegeben. Der Choral ist Ziel des anfänglichen Suchens, aber gleichzeitig Vorbereitung auf den Höhepunkt. Der Sinn ist also ein anderer (Verweisfunktion). Wie bereits an der Passage T. 14–21 festgestellt wurde, ziehen die einzelnen Episoden innerhalb der Großabschnitte ihre Logik aus dem Vorangegangenen bzw. bereiten auf das Folgende vor. Ohne das Umfeld hätte Sibelius nicht solch ein dichtes Bezugsgeflecht aufbauen können, und die einzelnen Motive wären sinnlos. Der Choral als Mittelteil und Verweis gibt dem ersten Abschnitt eine bemerkenswerte Geschlossenheit, welche bereits Zeitgenossen als „äußerst gelungen“ bezeichneten.
Während das Choralthema nun an die Hörner bzw. hohen Holzbläser übertragen wird, fallen die Streicher mit dem synkopierten Skalenmotiv ein. Es ist jetzt stark chromatisch verfärbt, fügt sich jedoch durch den stützenden Bassgang (ganz auf C-Dur basierend) in den Gesamtverlauf ein. Diese eingeschobenen zwei Takte bewirken eine Stauung der Energie, die vom Choral ausgeht, mit der Wirkung, dass sich der Höhepunkt noch klarer herauskristallisiert. Es wird gewissermaßen darauf hingewiesen, dass der Kern der Sinfonie bald erreicht sein wird. Die letzte Steigerung fasst quasi die Errungenschaften des ersten Abschnitts zusammen (nun gefestigte Harmonik/Metrik, wiederum versteckter Komplementärrhythmus), um dann gewaltig zu kulminieren. Das Choralthema verschmilzt auf dem Höhepunkt des ersten Abschnitts mit dem Posaunenthema, welches den Kern der Sinfonie darstellt.
Dieses Kernthema bezeichnete Sibelius in Skizzen mit Aino, dem Vornamen seiner Frau. Von einer verborgenen Liebeserklärung zu sprechen erscheint angesichts der Zustände, in denen sich das Ehepaar Sibelius zur Entstehungszeit der Sinfonie befand, nicht ganz abwegig: Die Ehe gestaltete sich zusehends schwieriger, da Sibelius dem Alkohol immer mehr verfiel. 1923, ein Jahr vor der Vollendung der 7., brach der Komponist ein Konzert, das er selbst dirigierte, mittendrin ab, in der Meinung, er befände sich in einer Probe. Wie sich herausstellte, hatte er vor dem Konzert zu viel getrunken, um das Zittern seiner Hände zu beruhigen.
Das „Aino“-Thema kehrt in jedem Abschnitt praktisch unverändert wieder. Alles läuft auf das Posaunenthema mit dem beschließenden Charakter hinaus.
Der Höhepunkt verklingt allmählich und Komplementärrhythmen in den Blechbläsern führen in die Coda, deren Beginn metrisch durch den Paukenschlag eingeläutet wird. Damit schließt sich der Kreis des ersten Abschnitts.
Die Coda selbst ist eine Variante des Choralthemas, das nun um ein Vielfaches verdunkelt erscheint, zum einen wegen der tiefen Lage der Flöte, die melodieführend ist, zum anderen wegen der düsteren Tremoli der Streicher. In T. 80/81 erstirbt die Melodie schon fast, wird aber nochmals von den Streichern aufgenommen und an die Bläser weitergereicht. Das Geschehen kehrt zur düsteren Atmosphäre des Anfangs zurück, das Skalenmotiv erklingt kurz, bevor der Kopf des Motivs a) (aus T. 7/8) den zweiten Abschnitt einleitet.
In diesem ersten Abschnitt wurden also die Atmosphäre des Werkes sowie die Hauptgestaltungsmittel und -strukturen aufgezeigt. Abschließend noch eine Zusammenstellung der wichtigsten Aspekte:
| Takt      | Motiv                          | Bedeutung und Charakteristika                                                                                      |
| --------- | ------------------------------ | --- |
| T. 1–2    | Skalenmotiv                    | Idee der Skalen wird beibehalten, metrische/harmonische Unsicherheit (Nebel-Eindruck)                              |
| T. 3–7    | –                              | Idee des Komplementärrhythmus, Verstärkung des verschleierten Klangbildes                                          |
| T. 7–12   | a)                             | Kirchentonalität erzeugt typisch „nordisches“ Klangbild                                                            |
| T. 14–22  | b) (Variante des Skalenmotivs) | Bezugsgeflecht wird aufgezogen, durchbrochene Arbeit&Chromatik als Hauptgestaltungsmittel                          |
| T. 22–59  | c) (Choralthema)               | 1. Ziel (harmonisch gesichert), metrisch klar, Polyphonie als Merkmal (deutet auf Neoklassizismus hin), Aufhellung |
| T. 60 ff. | d) („Aino“-Thema)              | Kerngedanke der Sinfonie und 1. Höhepunkt                                                                          |
| T. 71     | c')                            | Coda und Beruhigung, Polyphonie wieder aufgegriffen, Verweisfunktion                                               |
| T. 90     | Skalenmotiv                    | Idee der Skalen wird wieder aufgegriffen (wichtig im weiteren Verlauf)                                             |
| T. 92     | a)                             | Überleitungsfunktion, Verweis und Ausklang (im Verlauf der Sinfonie nicht mehr wichtig)                            |

### 2. Abschnitt, T. 93–257
Tempoüberschriften: un pochettino meno adagio – poco affrettando – Vivacissimo – rallentando – Adagio – poco meno lento
Im zweiten Abschnitt wird die Musik erst richtig in Gang gesetzt. Er präsentiert sich denn auch in Bezug auf die Tempoverhältnisse uneinheitlicher. Allgemein gehorcht hier die musikalische Logik anderen Gesetzen als im ersten Teil: War bei jenem die Findung eines thematischen Kerns bzw. das Exponieren der Kompositionstechniken noch unmittelbare kompositorische Idee, so baut der zweite Abschnitt gezwungenermaßen darauf auf. Er stellt die Techniken des ersten Abschnitts wieder in Frage und führt jene variiert weiter. Dennoch kann nicht von Durchführung gesprochen werden, erscheint doch der zweite Abschnitt viel zu eigenständig. Auch lässt sich diese Theorie der Durchführung widerlegen mit der Erscheinung, dass der zweite Abschnitt viel zu viel eigenes, i. e. neues, thematisches Material bringt, welches erst der dritte Abschnitt zu „schlichten“ vermag. Dies hängt mit der finalen Konzeption des Werkes zusammen. Schließlich ist es ja u. a. eine der (Haupt-)Aufgaben des zweiten Abschnitts, die Steigerungswelle zu vollführen, welche am Schluss in die Apotheose münden wird.
Dieser zweite Abschnitt erscheint formal leichter fassbar als der erste, bei dem genau dieses Fließen zwischen den formalen Grenzen von Wichtigkeit war; im zweiten Abschnitt hingegen lässt sich eine deutliche Dreiteiligkeit finden (v. a. durch die unterschiedlichen Tempi sind die Episoden voneinander abgehoben): A (T. 93–133), B (T. 134–155), C (T. 156–257).
Mit einem deutlichen Einschnitt erscheint Teil A des zweiten Abschnitts. Aus dem dorischen Motiv T. 92 entwickelt sich eine wiederum von Komplementärrhythmus dominierte Episode in c-Moll. Melodieträger sind hier die Oboen bzw. Violinen mit Klarinetten. Diese Form der durchbrochenen Arbeit, wie wir sie bereits aus dem ersten Teil (T. 14 ff.) kennen, gewinnt an Wichtigkeit im A-Teil: Sie ist Voraussetzung für die Abspaltung und die damit verbundene Technik der entwickelnden Variation. Indirekt lässt sich dieses Verfahren auf die Steigerungswelle beziehen, die vorwiegend aus der Abspaltung der Motive gewonnen wird. Ansonsten bringen T. 93–97 nicht Neues, sondern nur Bestätigung der wichtigsten Elemente des ersten Abschnitts: Hier wie dort Themen von kirchentonaler Prägung (vorwiegend im dorischen Modus), Komplementärrhythmen und Motive, denen Skalen zugrunde liegen. Dies alles und die Tatsache, dass die Synkopen nun stärker denn je zuvor heraustreten (aufgrund der größeren Zahl beteiligter Instrumente), weisen deutlich auf den Beginn der Sinfonie hin. Deshalb würde man hier eine durchführungsähnliche Episode erwarten, aber das Konzept besteht eben genau in der Abweichung von der Norm: In der Rückbesinnung offenbart sich der Fortschritt, als wollte Sibelius klarmachen, woher er die Legitimation für derartige Entwicklungen, wie man sie gerade im zweiten Abschnitt beobachten kann, nimmt.
In T. 98 wird der Phrasenabschluss (deutlich hervorgehoben wegen der durchbrochenen Arbeit) verändert. In ihm kündigt sich ein neues Motiv an, welches einen weiteren großen Aspekt ins Spiel bringt: Das Erzielen von grotesken Wirkungen, wenn z. B. die Pauke dieses übernimmt (T. 112 f.). Dies wird im dritten Abschnitt dann von Wichtigkeit sein.
Unmittelbar an dieses tänzerische Motiv anschließend bringen die Streicher das fallende Skalenmotiv, das nun stärker als zuvor als melodisches Partikel wahrgenommen wird. Es wird diminuiert und steuert „poco affretando“ den ersten kleinen Höhepunkt und zugleich Abschluss der ersten „Strophe“ des A-Teils an (T. 106). Die Musik beruhigt sich wieder und in den Hörnern erscheint nochmals kurz das „Aino“-Thema aus dem Höhepunkt des ersten Abschnitts.
Nun folgt eine Art zweite „Strophe“, bei der der neue Abschluss (T. 98 f.) mit dem Skalenmotiv kombiniert wird. Der „schwebende“ Eindruck, der durch die synkopische Begleitung entsteht, ist hier stärker zu vernehmen; außerdem herrscht hier kein Komplementärrhythmus mehr.
Als unmittelbare Konsequenz der Diminution des Skalenmotivs bringen die Violinen einen ansteigenden Gang, der in T. 115 in arabeskenartige Umspielungen des Skalenmotivs in den Holzbläsern mündet. Man kann hier schrittweise anhand dieser einzelnen „Strophen“ beobachten, auf welche Art und Weise der Komponist das Hauptthema des zweiten Abschnitts (d. h. T. 94–96) zerlegt.

Takte 131–137 mit Wechsel von 3/2- auf 6/4-Takt

Auch der Übergang zur dritten Strophe ist denjenigen zuvor gleich: eine ansteigende Linie in den Flöten führt direkt in das (variierte) Hauptthema über. Diese dritte Strophe ist mit dem Bau der vorhergehenden absolut identisch, doch ist sie in ihrer Aufgabe von jenen verschieden: Durch die allmähliche Beschleunigung wird bereits das Tempo der nun folgenden Episode eingeführt (Ab T. 134 entspricht eine punktierte Halbe einer Halben des A-Teils, d. h. das Tempo wurde um den Faktor 1,5 beschleunigt).
Die kompositorische Einfachheit dieser Stelle T. 93–133 lässt nicht darüber hinwegsehen, dass man es im Grunde genommen mit etwas „Nebensächlichem“ zu tun hat; so ist es denn auch die eigentliche Funktion dieser Episode, den B-Teil vorzubereiten, der seinerseits auch wieder eine Überleitungsfunktion beinhaltet. In dem gesamten zweiten Abschnitt vollzieht sich daher eine stufenweise Steigerung. Er hat vermittelnde Funktion zwischen erstem und drittem Abschnitt.
Betrachtet man den zweiten Abschnitt also als dreiteilige Form, so fällt B die Funktion des verweisenden Mittelteils zu. Er verweist jedoch nicht bloß auf der Ebene des zweiten Abschnitts; vielmehr wird hier aus A (T. 93 ff.) das Motiv gewonnen und weiterverarbeitet. Mit dem Taktwechsel tritt das vorhin bereits angesprochene Tänzerische in den Vordergrund. Wie klar auch immer die Zäsur vor diesem Formteil sein mag: Im Grunde genommen kennen wir alles schon, das Motiv ist eben eine Variante von T. 93. Dem Tänzerischen begegnen wir im dritten Abschnitt nochmals (T. 258 ff.). Der gesamte B-Teil ist gebaut aus sechs Phrasen, bei denen sich Streicher und Holzbläser quasi „responsorisch“ gegenüberstehen. Die Streicher beginnen die zweite Phrase eine kleine Terz höher und bleiben in der dritten Phrase auf ihr, allerdings mit verändertem Rhythmus. Diesen Rhythmus findet man schon zu Beginn der Episode in den „Begleitstimmen“. Eine solche ostinate Figur durchzieht nun das weitere Geschehen; sie wird Hauptbestandteil des C-Teils. In der Coda wird sie schließlich thematisch sein, während hier bloß ein Übergang zum „Vivacissimo“ gebaut wird. Dabei geht das Spielerische verloren und eine weitere „Suchphase“ nimmt Raum ein.
B bringt also nichts Neues, sondern beleuchtet das Urmotiv der Skalen neu. In seiner Verweisfunktion offenbart sich die Doppeldeutigkeit des B-Teils: Er bereitet sowohl C vor wie er auch auf den dritten Abschnitt vorausweist. Man sieht, dass ebenfalls die Begleitung eine wichtige Rolle spielt: Sie erzeugt die vorwärts drängende Stimmung und aus ihr entwickelt sich der Übergang zu C (T. 156–275).
Der sich nun anschließende C-Teil ist ebenfalls dreiteilig angelegt: a (Vivacissimo, T. 156–219), b (Steigerung, Adagion, T. 220–241), c (Höhepunkt, T. 242–257). Er vollzieht also stufenweise die Steigerung, welche dann den Höhepunkt des zweiten Abschnitts herbeiführen wird.
a) schließt sich unmittelbar an den vorhergehenden Abschnitt B (T. 134–155) an, ist aber zugleich bewegter und drängt mehr. Diese Tempobeschleunigung ist Konsequenz der Steigerung vorher, aber noch nicht ihr eigentliches Ziel. Alles löst sich auf in rhythmisch-linearem Spiel. Wiederum dominiert die durchbrochene Arbeit zwischen Streichern und Holzbläsern. Die Wiederholung des Immergleichen schafft eine große Spannung – die Vorbereitung für b) ist geschaffen. Diese Steigerung kommt v. a. dynamisch zustande durch das sukzessive „Ein- und Ausschalten“ des Blechbläserapparats. Die Pauken werden wiederum als eine Art Melodieinstrument eingesetzt; bleibt es jedoch bei ihrer eigentlichen Aufgabe, Phrasenabschlüsse zu markieren (T. 207/208).
Das Ganze mündet in eine tonal ungebundene, fließende Bewegung über, die als begleitendes Element noch weiter bestehen bleibt in C. Das Tempo verlangsamt sich und mit dem Wechsel zu 3/2 sind wir bei b) angelangt.
Mit der Einführung des „Aino“-Themas T. 221 vollzieht sich eine zentrale Wende innerhalb der Komposition: Das Geschehen löst sich vom Grotesken los, um sich nun dramatischer als je zuvor zu steigern. Allmählich werden auch wieder die Kompositionstechniken des ersten Abschnitts (v. a. Komplementärrhythmus) eingeführt: Die allgemeine dynamische Steigerung findet ihr Äquivalent in der sich verdichtenden polyphonen Struktur, die eng mit dem Komplementärrhythmus verknüpft ist. Das Geschehen verdichtet sich ab T. 228/229 zunehmend durch die Hinzunahme von Hörnern, welche den Themenabschluss unterstützen. Sie verweisen indirekt bereits auf T. 237, bei dem der Abschluss als Variante von Motiv e) eine zentrale Stellung einnehmen wird.
Die Stimmung der Episode b) ist bedrückt und äußerst dramatisch; soll sie doch den Höhepunkt herbeiführen. Sibelius ruft geschickt Assoziationen hervor, wenn er das „Aino“-Thema in Moll bringt: Es scheint, als hätte sich das Schicksal gegen ihn gewandt; er sieht großer Not mit Angst entgegen. So ist es eben ein „in Frage stellen“ von Gut und Böse. Die auf- und absteigenden Skalen tun den Rest dazu: Sie verstärken den dramatischen Aspekt, aber zugleich kommt dieser „Begleitung“ auch eine symbolhafte Komponente zu: Aufsteigende Skalen für das Gute/Schöne; absteigende Skalen für die innere Not und Leere des Künstlers. Die Skalen stehen klar für Sibelius selbst, der sich als „einfachen und naturverbundenen Menschen“ sah. Der Geiger Yehudi Menuhin berichtet gar, dass der Komponist mit seiner Umwelt total verschmolzen war:
„Da konnte man nicht mehr unterscheiden zwischen Baum und Mensch. Er selbst ragte so urtümlich in der Gegend, als sei er selbst einer davon.“
Bei Partiturbuchstabe M (T. 235) wird der Komplementärrhythmus endgültig wieder eingeführt und damit ist der letzte Schritt der Steigerung vollbracht. Die Hörner schreien zweimal eine Variante des „Aino“-Abschlusses über das Orchester hinaus (T. 237 bzw. T. 239) – ein ungeheurer Hilferuf. Die Violinen variieren diesen und steigen auf zum Höhepunkt (T. 242 ff.).
Dieser besteht aus dem abwärts gerichteten (!) Skalenmotiv. In den Streichern breit gestrichen, wird damit ein seelischer Tiefpunkt erreicht. Sibelius zieht den Höhepunkt aber nicht lang, sondern weist ihm sogleich auch Überleitungsfunktion zu: Der dritte Abschnitt wird mit einem Tanzthema eröffnet werden und so wendet sich auch die Musik wieder dorthin. Bereits in T. 244 wird ein Motiv in durchbrochener Arbeit umspielt, welches im dritten Abschnitt (T. 323 ff.) von Bedeutung sein wird. Staccato-Skalenumspielungen in den Streichern wechseln mit dem variierten Motiv a) in den Holzbläsern (nun wieder ins Groteske gewandt) ab. Schließlich führt eine solche Skalenumspielung übergangslos in den dritten Abschnitt mit dem „hellenischen Rondo“.
Der zweite Abschnitt führte also die im ersten vorgegebenen Kompositionstechniken weiter, erfüllt jedoch eine andere Funktion: Er ist als lange Steigerungsepisode anzusehen, in dem sich ein sentimentaler Wendepunkt vollzieht. Neu wird das Element des Tänzerischen und grotesk Verzerrten hinzugefügt. Der Abschnitt ist formal einheitlicher; herrscht doch im Großen wie auch im Kleinen eine deutliche Dreiteiligkeit vor. Er kommt mit weniger thematischem Material aus, was zu einer gewissen Statik führt, die Grundvoraussetzung für die Steigerung ist. Dennoch ist der zweite Abschnitt als vorwärts drängendes Element der Formbildung des Werkes zu verstehen. Lineare Bezüge der Polyphonie werden je länger je wichtiger. Es hängt mit der finalen Konzipierung des Werkes zusammen, dass der dritte Abschnitt die beiden vorangegangenen miteinander verbindet, um dann als „Conclusio ultima“ in den Satzhöhepunkt zu münden.

### 3. Abschnitt, T. 258–526
Tempoüberschriften: Allegro molto moderato – meno moderato – dolce e poco a poco più – Vivace – Presto – poco a poco rallentando – Adagio – Largamente – Affetuoso – Tempo I
Der Aufbau des letzten Abschnitts ist mit demjenigen des vorangegangenen vergleichbar: Wiederum herrscht eine deutliche Dreiteilung vor, die ja für das Werk im Gesamten überaus prägend ist. Diese enge Bindung mit dem zweiten Abschnitt hebt den Sonderstatus des locker gefügten ersten noch speziell heraus. So ist auch der Kontrast zwischen diesem und dem zweiten Abschnitt am größten; beide zeigen verschiedene Kompositionstechniken auf und erfüllen naturgegebenerweise unterschiedliche Funktionen innerhalb des Werks. Der dritte Abschnitt nun benutzt die Strukturen beider Formteile und verbindet sie. Es erfolgt eine schrittweise Rückbesinnung auf den Beginn, da sich das musikalische Geschehen allmählich dann vom zweiten Abschnitt loslöst, um sich mittels des Posaunenthemas gewaltig zu steigern und in einem für Jean Sibelius typischen Gefühlsausbruch zu kulminieren (T. 496/497). Um dies zu erreichen, bedient sich Sibelius des unheimlich dichten Bezugsnetzes, das er vorher aufgebaut hat und ohne jenes nicht diese Geschlossenheit des Werks gewährleistet wäre.
An den zweiten Abschnitt schließt sich denn auch unmittelbar die Einleitung zum ersten Teil des dritten Abschnitts an. Sibelius bezeichnete diesen Teil in Skizzen als „hellenisches Rondo“. Und in der Tat herrschen hier rondoähnliche Strukturen vor, denn gerade in der Wahl dieser Form offenbart sich die Lösung des Formproblems schlechthin. Die Rondoform ermöglicht es, die einzelnen Motive neu zu kombinieren und durch ein Couplet zu verbinden. Eine wichtige Voraussetzung für den dritten Abschnitt allgemein ist also gegeben. Die Einleitung zum eigentlichen Rondo umfasst die 27 Takte von T. 258–284. Sie ist zweiteilig aufgebaut: a) umfasst die Takte 258–265, besteht im Wesentlichen aus Sequenzen, die responsorisch in Sreichern und Holzbläsern einander gegenübergestellt werden, und bringt in Takt 262 das Motiv, welches formbildend für das Couplet wird. Die Pauke unterstützt dieses wiederum (als eine Art „Melodieinstrument“). Den Abschluss bilden die Hörner mit einer aufwärts gerichteten Dreiklangsfolge, welche dem ersten Höhepunkt (Posaune bei T. 65) abgelauscht ist. Dreiklangsmelodik wird noch weiter wichtig sein im dritten Abschnitt und wir können sie in diversen Formen antreffen. Auch das spätere Couplet-Motiv basiert auf Dreiklängen.
b) umfasst die Takte 266–284 und erinnert stark zurück an den wundervollen Streicherchoral von T. 22 ff. Diese Einleitung enthält also schon sehr viel, was wichtig für den Verlauf des Rondos wird: a) erinnert klar an den zweiten Abschnitt (unmittelbarer Anschluss, „tänzerischer“ Grundcharakter sowie durchbrochene Arbeit), während b) beide großen Formteile verbindet (sentimental/motivisch am Choral orientiert, aber dennoch ebenfalls von durchbrochener Arbeit geprägt und mit tänzerischem Charakter). In T. 274 kündigt sich die Begleitfigur des Rondos zum ersten Mal in den Streichern an. Sie bewirkt einen „flirrenden“ Eindruck (tremolo) und belebt das Geschehen rhythmisch.
Das eigentliche Rondo beginnt in T. 285 mit dem markierenden Paukenschlag (vergleiche mit dem Anfang der Sinfonie!!!), auf den das Couplet in Flöten und Oboen einsetzt (um einen halben Takt verkürzter Anfang verglichen mit T. 262). Die Violinen setzen responsorisch ein mit einem Nebengedanken, der wiederum vollkommen auf Dreiklangsmelodik beruht. Aus ihm entwickelt sich die bedeutende Figur von T. 294. Die entwickelnde Variation ist hier also ebenfalls von größter Wichtigkeit. In T. 298 antworten die Oboen den vorangegangenen Klarinetten mit einer Melodie, die eng verwandt ist mit dem zweiten Abschnitt (T. 200 ff.). Diesmal sind es die geteilten Celli, welche in T. 306 den Nebengedanken nochmals kurz anspielen, um daraufhin in das Couplet-Motiv zu münden. Die nun ansetzende Steigerung, welche auf der tremolierenden Begleitfigur beruht, leitet in den zweiten Teil des Rondos über. Die freche Melodie in Flöten und Fagott lässt sich am ehesten noch auf den Mittelteil des zweiten Abschnitts beziehen (T. 148 ff.) und erscheint als Ende dieser kurzen Steigerung als äußerst grotesk und verwirrend. So ist auch erst T. 321 das eigentliche Ziel der Entwicklung und zugleich Anfang einer ganzen Welle von Rückbesinnungen an den Schluss des zweiten Abschnitts (T. 242 ff.). Die Rückleitung zum Couplet kündigt sich in T. 333 an, in welchem die Geigen den Nebengedanken variieren und immer mehr verkürzen in durchbrochener Arbeit mit dem Rest der Streichergruppe. Diese Art der Überleitung können wir auch bei der Modulationspassage T. 371 ff. beobachten. Das zweite Couplet (T. 344 ff.) verbindet das Couplet-Motiv mit dem vorlauten aus dem Mittelteil (Flöten und Fagott, T. 317 ff.). Der Nachsatz T. 360 ff. ist eine Variante des Nebengedankens und führt über die oben bereits erwähnte Modulationsepisode in die neue Tonart Es-Dur. Das Couplet wird nochmals (fast wörtlich) wiederholt; es wird bloß eine Variante des tänzerischen Themas des zweiten Abschnitts (T. 200) eingeschoben. Nach einer kurzen Zerdehnung setzt nochmals das „freche“ Thema ein und das Rondo bricht im Fortissimo und einer klaren Zäsur zum zweiten Teil ab.
Der jetzt einsetzende Mittelteil des dritten Abschnitts („vivace“) bereitet rhythmisch und sentimental das „presto“ vor. Im Wesentlichen ist er aus dem Skalenmotiv aufgebaut, das wiederum in durchbrochener Arbeit zwischen Holzbläsern und Streichern hin- und hergereicht wird. Der thematische Rhythmus des „frechen“ Themas (T. 317 ff.) bleibt weiterhin erhalten in den hohen Holzbläsern und der Pauke. Inhaltlich verweist die ganze Passage jedoch stark an den Anfang zurück. Dies ist bedingt durch die Logik dieses Fragments, soll es doch das „presto“ herleiten, welches wieder zum Ursprung zurückkehren wird. Harmonisch vollzieht sich hier die Wendung nach C-Dur zurück. Die Wiederholung (genauer gesagt: die Sequenzierung) einzelner Motive löst eine Spannungssituation aus, die kurz vor dem „presto“ nochmals kulminiert in derselben Form, wie wir sie aus dem zweiten Abschnitt bzw. dem Rondo-Höhepunkt kennen.
Das „presto“ kann wiederum dreiteilig beschrieben werden, man darf jedoch nicht vergessen, dass gerade das Verschwinden zwischen den einzelnen Formteilen für die Komposition prägend ist.
Das Geschehen bleibt auf der Dominante G. Die kleine Kulmination von T. 447 war quasi noch keine Lösung der Spannung. Mit dem Einsatz der Hörner verdichtet sich das Ganze schrittweise. Die Musik hat sehr stark drängenden Charakter, was durch die starre Begleitung in Vierteln (ausgeführt von sämtlichen Streichern und der Pauke) zustande kommt. Alles verlangsamt sich unmerklich und der Eintritt der Soloposaune mit dem prägnanten „Aino“-Thema löst die endgültige Spannungswelle aus.
Sibelius intensiviert die Klangmasse durch das Hinzunehmen immer mehrerer Instrumente. Wiederum findet eine Stauung der Energie statt, wenn in T. 488 die Dynamik ins Mezzoforte zurückgenommen wird. Diese letzte Stufe der Steigerung ist gänzlich synkopisch geprägt. Die Synkopenkette der hohen Streicher crescendiert und schraubt sich immer höher, bis endlich ein brutal dreinfahrender Paukenschlag den Satzhöhepunkt („largamente“, T. 497) ankündigt. Dieser Streicherchoral ist dasselbe Thema, welches den Höhepunkt des ersten Abschnitts herbeigeführt hatte (T. 54 ff.). Das Tempo geht noch weiter zurück und schließlich beruhigt sich das äußerst dramatische Geschehen wieder. Die Coda (T. 509–526) rundet das Werk gebührend ab. Sie beginnt mit dem Frieden verkündenden „Aino“-Thema, welches die Musik bis ins Piano verhauchen lässt, um dem augmentierten Thema a), das wir aus dem ersten Abschnitt (T. 7/8 ff.) kennen, Platz zu machen. Damit sind wir endgültig wieder am Anfang und die dortige Unentschiedenheit der harmonischen Disposition wird nun geklärt. Ein nochmaliges, synkopisch geprägtes gewaltiges Aufbäumen setzt an, um den scharfen, leittönigen Vorhalt „h-c“ gebührend auszukosten. Das Werk verklingt im strahlendsten C-Dur des gesamten Orchesters. Damit schließt sich der Kreis zum Anfang definitiv.

## Stimmen zur 7. Sinfonie
“Despite the limitations of its extent, it is the climax of his creative work and its music is a concentration of the essence of the other symphonies’ best qualities.”

„Trotz ihrer Kürze ist sie der Höhepunkt seines Schaffens. Ihre Musik ist eine Konzentration der Essenz der besten Eigenschaften seiner anderen Sinfonien.“

„Die siebte Sinfonie ist etwas absolut Neues und Revolutionäres in der Geschichte der Sinfonie. Mit der Siebten und „Tapiola“ ging die Ära der Dur-Moll-Tonalität zu Ende – aber wie fantastisch!“

„Die 7. formt ein Paar mit der 6., aber dies ist nicht autobiographisch. Das Ego wurde vernachlässigt, und die Dinge sind vom Standpunkt der Menschheit aus gesehen. Der Komponist wendet sein Augenmerk von sich selbst ab, um höhere Kräfte zu erreichen. Die Siebte ist heilige Musik. Dieses Stück ist auch sehr schwer zu spielen.“